# NGC 1322
NGC 1322 is een elliptisch sterrenstelsel in het sterrenbeeld Eridanus. Het hemelobject werd op 5 oktober 1836 ontdekt door de Britse astronoom John Herschel.

## Synoniemen
- PGC 12761
- MCG -1-9-37
- NPM1G -03.0155